# 2113 Ердні
2113 Ердні (2113 Ehrdni) — астероїд головного поясу, відкритий 11 вересня 1972 року.
Тіссеранів параметр щодо Юпітера — 3,467.